# 2013年湖南临武群体事件
2013年湖南临武群体事件，是指2013年7月17日，湖南省郴州市临武县发生的一系列官民冲突事件。事件最初，临武县城管人员在与瓜农邓正加夫妻的冲突中，击打邓正加，邓正加当场死亡，事后尸检认为，邓正加是在外力作用下，诱发脑血管破裂出血死亡。邓正加死亡后，其家属、当地民众及记者，与临武县人民政府发生一系列暴力冲突。招致当地民众和外界对临武县人民政府的强烈不满。至7月18日，冲突中当地民众已有数十人重伤，包括数名老人及儿童。

## 事件

### 经过
7月17日上午，湖南郴州临武县城管局人员在执法过程中，与西瓜瓜農邓正加夫妇发生争执。有报道称城管以秤砣猛砸邓正加头部，致后者当场死亡、其妻目前住院治疗。当晚，受害者家属在文昌南路进行尸体保护期间，中国共产党临武县委员会、临武县人民政府调遣武警部队持枪抢劫邓正加尸体，对围观者施暴，重伤者包括老人和小孩。湖南经视记者李海涛与雷凯在采访事件过程中，被五六名警察用粗木棍殴打，两名记者头部、肩部和背部不同程度受伤，警方并对来访的新闻记者进行死亡威胁。

### 死亡原因
事件发生后，引起当地及社会各界人士的强烈关注，死亡的瓜农尸体在郴州市、临武县两级检察机关工作人员，以及死者家属、乡村两级干部的见证下，由经郴州市公安局法医进行鉴定。一名在场的临武县检察院反渎局工作人员称，邓正加脑袋左侧有一处长6厘米宽4厘米的红色血印，后脑部有一处长5厘米宽2厘米的红色血印。所以据他推测，死者生前有被重物击打头部的情况。但具体原因需要尸检的正式结果下来后才能对外公布。
最终，郴州市公安局法医综合分析认为，邓正加头、颈、肩部等处皮肤软组织损伤程度相对较轻，为非致命伤，邓正加系因外力作用下，诱发脑部畸形血管破裂致双侧大脑额颞顶部及左侧小脑部蛛网膜下腔广泛性出血死亡。而根据法医鉴定的结果，邓正加身上的伤无法被证实为系秤砣袭击所致。

### 事件处理
涉嫌人员6名城管目前已被刑拘，临武县城管局党组书记、局长胡郴，城管执法三大队的城管局党组副书记邹红卫现已被免职，而邹红卫担任的县法院副院长职务并没有被免。
2013年10月17日，《南方周末》称涉案的4人已被正式批捕及移送到市检察院审查起诉，而司机和摄像人员被释放。
2014年4月23日上午8时30分，郴州市中院公开开庭审理了此案二审，庭审中澄清了此前网上的一些传言，如“城管用秤砣秤杆殴打瓜农”传言。而出席的15名证人则否认城管用秤砣打人。
2014年5月15日，郴州市中级人民法院对此案二审公开宣判，对被告人廖卫昌等4名城管以故意伤害罪分别处4名被告3年6个月至11年有期徒刑。

## 相关人员
邓正加（1957年—2013年7月17日），享年56岁，湖南省临武县南强乡莲塘村果农。曾经被临武县农业局评为种植劳模。

## 网络媒体
7月19日下午14:53分，新浪微博上一实名认证用户“瓜农邓正加女儿”发表微博，称其不能接受政府做法。
我就是瓜农邓正加的女儿邓艳玲，现在临武所有参与将我父亲的事情发微博和其他论坛的，逐渐被叫去谈话，要求停止转发与评论。昨天尸检解剖出来颅内大量瘀血，并伴有头皮下出血，但是政府正着手掩盖事实，我父亲“被”心脏病或者其他突发性疾病，政府这样的做法是我们完全不能接受的！！！！！
但是随后这条微博遭到新浪隐藏并删除，原有帐号也被取消了黄色个人实名认证。随后18:31分，该帐号恢复实名认证，但是立场直接转变，改为支持政府工作。
现在政府已经妥善的安抚好了家人，我们整个家族对政府的处理表示满意，今日下午爸爸已经下葬，我们承受了很多的痛苦，逝者已去，入土为安，我们已经不希望受到外界太多的打扰。感谢市县相关部门的妥善安置，感谢所有关心支持我们的人。
与此同时，出现了一个新的帐户「邓正加女儿」，发表微博声称实名认证微博已遭到控制，将使用此帐号继续发布消息。随后微博被新浪删除，帐号也被注销。19:19分，新帐号「3641692282_943」出现，重新发布了「邓正加女儿」被删的三条微博。
但当记者采访死者女儿时，邓正加女儿亲口表示微博是她本人发的。而几乎同时其子称获得了人民币89万的赔偿款。